# ماریوس آسن
ماریوس آسن (انگلیسی: Marius Aasen؛ زادهٔ ۱۳ ژانویهٔ ۱۹۹۲) راننده رالی، و نقشه خوان اهل نروژ است.